# Batrachedra albicapitella
Batrachedra albicapitella is een vlinder uit de familie van de smalvleugelmotten (Batrachedridae). De wetenschappelijke naam van de soort is voor het eerst geldig gepubliceerd in 1986 door Sinev.